# 灰河乡
灰河乡，是中华人民共和国安徽省铜陵市郊区下辖的一个乡镇级行政单位。

## 行政区划
灰河乡下辖以下地区：
马洼村、东元村、灰河村、太阳村、五洲村和东风村。